# Palmeraie Holding
Pour les articles homonymes, voir Palmeraie (homonymie) et Berrada.
Le B Group autrefois appelé Palmeraie Holding est une holding marocaine.
Elle est présente dans l'industrie (Dolidol), l'éducation (École Belge de Casablanca), le chocolat (Aiguebelle), l'agro-industrie (Palm Agri), l'immobilier (Les Espaces Saada, Palmeraie Développement) et le tourisme (Palmeraie Resorts, PalmGolf Morocco, Waky Marrakech, Palm Word Vacation)
La Holding est détenue par la famille Berrada Sounni. 

## Histoire
Abdelali Berrada Sounni se lance, dans les années 1970, dans le secteur textile,.
Dans les années 1980, le Groupe diversifie ses activités industrielles en initiant la réalisation et la gestion de grands projets touristiques et résidentiels, d’abord sur le segment du luxe (Palmeraie de Marrakech) puis celui du logement social, avec notamment les Résidences Saada à Casablanca et Mohammedia
Au début des années 2000, le Groupe matérialise sa volonté d’accompagner le secteur du logement social en créant la société Tafkine SARL, qui deviendra en 2004 Résidences Dar Saada.
En 2009, le Groupe Berrada devient une holding.

## Pôles d'activité
La Holding intervient dans différents domaines à travers ses filiales :
- Uni Confort Maroc Dolidol, fabricants de meuble et de matelas, depuis 1973[3], 10 magasins spécialisés au Maroc, deux magasins d'ameublement ont été inaugurés en France[4]. Ainsi que la marque Therapedic Maroc.
- Groupe Palmeraie Développement, promoteur immobilier[5]
- Résidences Dar Saâda, promoteur immobilier, développement social et le logement intermédiaire. Capital 1.1 milliard DH en 2011.
- Palmeraie Hotels & Resorts, tourisme et hôtellerie. 4 hôtels de luxe, golf club & centre de conférences au Maroc.
- Layalits et Layalits Déco, distribution.

## Sources et références
1. 1 2  Article de Saloua Mansouri & Adama Sylla, « Palmeraie Holding : être leader, sinon rien », Challenge hebdo, 20 juin 2009.
2. ↑  Palmeraie Holding ouvre le capital de Dar Saada, article publié le 15 mars 2011 sur le site www.marocecho.com.
3. ↑  Dolidol, 38 ans et plus d’un million de matelas etbanquettes vendus par an, article de Zakaria Lahrach publié le 30 novembre 2011 sur le site www.lavieeco.com.
4. ↑  Une chaîne de magasins Dolidol en France, article publié le 12 décembre 2003 sur le site www.lavieeco.com.
5. ↑  Article de Mohamed Amine HAFIDI, « Palmeraie Développement rassure », publié le 28 décembre 2011 sur le site www.lesoir-echos.com.